# Breaking the Fourth Wall
«Breaking the Fourth Wall» (с англ. — «Ломая четвёртую стену») — седьмой эпизод американского мини-сериала «Ванда/Вижн», основанного на персонажах Ванда Максимофф / Алая Ведьма и Вижн из «Marvel Comics». Сериал рассказывает о супружеской паре, живущей в городе Уэствью, в то время как их идиллическая пригородная жизнь начинает распадаться. Действие эпизода происходит в медиафраншизе «Кинематографическая вселенная Marvel» (КВМ), и он напрямую связан с фильмами франшизы. Сценарий к эпизоду написал Кэмерон Сквайрс, а режиссёром стал Мэтт Шекман.
Элизабет Олсен и Пол Беттани вновь исполняют соответствующие роли Ванды Максимофф и Вижна из серии фильмов, и главные роли также исполняют Тейона Паррис, Эван Питерс, Рэндалл Парк, Дебра Джо Рапп, Кэт Деннингс и Кэтрин Хан. Шекман присоединился к сериалу в августе 2019 года. Этот эпизод отдаёт дань уважения ситкомам середины-конца 2000-х годов, таким как «Американская семейка». Съёмки проходили в мегаполисе Атланты, а также на студии «Pinewood Atlanta Studios» и в Лос-Анджелесе.
Эпизод «Ломая четвёртую стену» был выпущен на «Disney+» 19 февраля 2021 года.
Критики высоко оценили игру Олсен, раскрытие характера Кэтрин Хан и финальную песню «Agatha All Along».

## Сюжет
В обстановке конца 2000-х гг. Ванда, придя в себя после событий прошлого вечера, решает провести день в одиночестве у себя дома. Агнес соглашается посидеть с Томми и Билли и берёт их к себе домой. Вижн приходит в себя и обнаруживает, что база «М.Е.Ч.» внутри аномалии превратилась в цирк, а её агенты в цирковых актёров. Он находит Дарси и освобождает её разум от влияния Ванды. Сбежав из цирка, Дарси рассказывает Вижну о его смерти и событиях, которые привели к текущей ситуации. В это время Ванда замечает, что разного рода предметы в её доме постоянно меняются, и она не может контролировать это. Вижна и Дарси на пути к дому Ванды постоянно что-то останавливает, на что Вижн предполагает, что Ванда не подпускает его к дому. Однако Вижн понимает, что его жена нуждается в нём, и улетает домой один, оставив Дарси в машине.
За пределами Уэствью, Моника Рамбо и Джимми Ву встречаются с преданным её матери персоналом организации «М.Е.Ч.» и получает бронированный вездеход, который, по их мнению, в состоянии пересечь барьер. Миссия проваливается, так как половина машины превращается в старый фургон. Моника решает войти сама, так как она уже дважды проходила через границу. Она проходит сквозь стену аномалии, обретая сверхсилу и способность видеть электромагнитное излучение. Она бежит предупредить Ванду о Хейворде, но та не верит ей и нападает на неё, но Моника блокирует атаку благодаря своим новообретённым способностям. Их противостояние прерывает Агнес, которая просит Монику уйти и уводит Ванду в свой дом.
Агнес приводит Ванду в свой дом и говорит ей, что Близнецы находятся в подвале. Ванда идёт искать их, и находит логово средневекового оформления с таинственной книгой в центре. Поймав Ванду в ловушку в своём логове, Агнес раскрывает себя как Агату Харкнесс, могущественную ведьму, которая все это время контролировала часть событий. Она посылает Ванде видение, раскрывающее, что она манипулировала соседями, что послала «Пьетро» к Ванде и убила Спарки, одновременно переключая ситкома «ВандаВижн» на новое шоу «Это всё время была Агата».
В сцене после титров Моника ищет способ входа в дом Агаты и обнаруживает её логово в подвале, но её замечает «Пьетро».
Рекламный ролик во время ситкома «ВандаВижн» представляет антидепрессанты марки «Нексус».

## Производство

### Разработка
К октябрю 2018 года «Marvel Studios» разрабатывала мини-сериал с участием Ванды Максимофф (Элизабет Олсен) и Вижна (Пол Беттани) из фильмов кинематографической вселенной Marvel (КВМ). В августе 2019 года Мэтт Шекман был нанят в качестве режиссёра мини-сериала. Шекман, наряду с главным сценаристом Жак Шеффер, Кевином Файги, Луисом Д’Эспозито и Викторией Алонсо стали исполнительными продюсерами:50. Файги описал сериал как наполовину «классический ситком, наполовину марвеловский блокбастер», отдающий дань уважения многим эпохам американских ситкомов. К седьмому эпизоду, названному «Ломая четвёртую стену», сценарий написал Кэмерон Сквайрс, и в этом эпизоде реальность ситкома отдаёт дань уважения ситкомам середины-конца 2000-х годов.

### Сценарий
Этот эпизод отдаёт дань уважения ситкому «Американская семейка», а его начальные титрами сделаны в стиле сериал «Счастливый конец». Тейона Паррис называет момент перехода Моники Рамбо в Гекс «моментом выплеска скорби и крика», и «физическое проявление пути Моники через её горе», в котором Паррис пыталась изобразить «тяжесть [её] вины» и желая, чтобы её мать, Мария Рамбо, знала, что она будет двигаться вперёд. В эпизоде «Ломая четвёртую стену» также есть первая для сериала сцена после титров.
В сериале присутствуют поддельные рекламные ролики, которые, по словам Файги, указывают на то, что «часть правды шоу начинает просачиваться наружу», и в «Ломая четвёртую стену» присутствует реклама, которая представляет антидепрессанты марки «Нексус» со слоганом «Потому что мир не вращается вокруг вас. Или вращается?». Мэтт Пёрслоу из «IGN» сказал, что этот рекламный ролик представляет Ванду, которая скатывается в депрессию из состояния яростной скорби, в то время как Кристиан Холуб из «Entertainment Weekly» сравнил название препарата «Нексус» с Нексусом всех реальностей от Marvel Comics, который является порталом, позволяющим путешествовать между измерениями. Фил Оуэн из «TheWrap» признал потенциальную связь между Нексусом всех реальностей, но счёл более вероятным, что наркотик был отсылкой на статус комиксной Ванды как «Существо Нексуса», живой версии связи всех реальностей, которая может переписать реальность и является фокусом Вселенной. Он отметил, что сериал изображает Ванду гораздо более мощной, чем в фильмах, приближая её к версии из комиксов.

### Кастинг
Главные роли в эпизоде исполняют Элизабет Олсен (Ванда Максимофф), Пол Беттани (Вижн), Тейона Паррис (Моника Рамбо), Эван Питерс («Пьетро Максимофф»), Рэндалл Парк (Джимми Ву), Дебра Джо Рапп (миссис Харт), Кэт Деннингс (Дарси Льюис / мастер побега) и Кэтрин Хан («Агнес» / Агата Харкнесс):31:21–31:39. Роли сыновей Ванды и Вижена в эпизоде сыграли Джулиан Хиллиард (Билли) и Джетт Клайн (Томми). Также в эпизоде появляются Джош Стамберг (директор «М.Е.Ч.» Тайлер Хейворд), Эмма Колфилд Форд (Дотти Джонс), Джолин Пёрди (Беверли), Дэвид Пэйтон (Хёрб), Дэвид Ленгел (Фил Джонс), Асиф Али (Норм), Алан Хекнер (агент «М.Е.Ч.» Монти/силач), Рейчел Томпсон (майор Гуднер), Селена Андюз (агент «М.Е.Ч.» Родригес) и Амос Глик (почтальон Деннис). Виктория Блэйд, Итамар Энрикес, Уэсли Киммел и Сидни Томас появляются во время фальшивой рекламы:32:49. Архивная аудиозапись юной Моники Рэмбо, её матери Марии Рэмбо, Кэрол Дэнверс и Ника Фьюри из фильма «Капитан Марвел» (2019) слышна в эпизоде, когда Моника пытается войти в Гекс.

### Съёмки и визуальные эффекты
Съёмки на звуковой сцене проходили в павильонах студии «Pinewood Atlanta» в Атланте, Джорджия, где режиссёром стал Шекман, а Джесс Холл выступил в качестве оператора. Съёмки также проходили в мегаполисе Атланты, а наружные съёмки и съёмки на заднем дворе студии проходили в Лос-Анджелесе, когда сериал возобновил производство после перерыва из-за пандемии COVID-19:50. Холл начал использовать светодиодное освещение с этого эпизода, пояснив, что это «правильный момент для того, когда это оборудование вошло в словарь кинопроизводства»:6. Этот эпизод был снят в подражание «разговору с камерой, шаткой камере, документальному стилю» современных комедий в стиле мокьюментари. Кадры для шоу «Это всё время была Агата» были сняты во время съёмок прошлых эпизодов, когда моменты были якобы из того, чтобы съёмочная группа не использовала в прошлых сериях. Холл добавил, что подготовка к съёмке этих сцен «требовала немного отстранения и изменений работы съёмочной группы», поскольку все они были одиночными кадрами и «часто требовали разного рода камер, как камера на платформе или на кране, или движения камеры, которого не могло бы быть использовано в других моментах эпизода». Визуальные эффекты в эпизоде были созданы компаниями «SSVFX», «Lola VFX», «Rodeo FX», «Industrial Light & Magic», «Zoic Studios», «Framestore», «Cantina Creative», «The Yard VFX», «RISE», «capital T» и «Monsters Aliens Robots Zombies»:34:02–34:19.

### Музыка
«W-V 2000» — тема ситкома, написанная Кристен Андерсон-Лопес и Роберт Лопес и исполненной «The Math Club», была инструментальной композицией, похожей по стилю на тему из сериала «Офис». Это отсылает к тенденции ситкомов не включать в заглавную тему текст песни, продолжаемой с 2000-х годов, причём Андерсон-Лопес отметила, что текст песни продвигал бы идею о том, что вещи «ускоряются и выходят из-под контроля».
«Agatha All Along», также написанная Андерсоном-Лопес и Лопесом, была похожа на темы из «Семейки монстров» и «Семейки Аддамс». Композиторы вдохновлялись музыкой этих старых монстро-ориентированных сериалов, чтобы придать песне Агаты «ведьмовское, омерзительное чувство» с «небольшим количеством тенора Умпа-лумпа». Хан является солисткой этой темы, а Лопес поёт бэк-вокал вместе с другими мужчинами бэк-вокалистами из предыдущих тематических песен. Песня стала вирусной сразу после выхода этого эпизода.
«Marvel Music» и «Hollywood Records» выпустили саундтрек к седьмому эпизоду в цифровом формате 23 февраля 2021 года, и в нём присутствовала музыка композитора Кристофа Бека. Первые два трека — это главные темы эпизода, написанные Андерсон-Лопес и Лопесом. Первоначально саундтрек должен был выйти 26 февраля, но «The Verge» предположили, что релиз был перенесён из-за популярности «Agatha All Along». После релиза, «Agatha All Along» занял первое место в чарте саундтреков «ITunes», а к 24 февраля 2021 года занял пятое место в чарте Top 100 синглов «iTunes».
| №                   | Название | Длительность |
| ------------------- | --- | ------------ |
| 1.                  | «W-V 2000» (Инструментальный)                                                                                               | 0:34         |
| 2.                  | «Agatha All Along» (с участием Кэтрин Хан, Роберта Лопеса, Эрика Брэдли, Грега Уиппла, Джаспера Рэндалла и Джеральда Уайта) | 1:02         |
| 3.                  | «Mondays» | 0:54         |
| 4.                  | «The New Clown» | 1:00         |
| 5.                  | «She's Perfect» | 1:49         |
| 6.                  | «Getting Weird» | 0:27         |
| 7.                  | «Your House My House» | 0:44         |
| 8.                  | «Nexus» | 1:13         |
| 9.                  | «Godspeed, Captain» | 2:47         |
| 10.                 | «Rebirth» | 2:01         |
| 11.                 | «Storytelling» | 0:54         |
| 12.                 | «Trespasser» | 2:38         |
| 13.                 | «Lovely to Meet You» | 2:30         |
| Общая длительность: | Общая длительность: | 18:43        |

## Маркетинг
В начале декабря 2020 года было выпущено шесть постеров для этого сериала, каждый из которых изображал десятилетие с 1950-х по 2000-е годы. Чарльз Пуллиам-Мур из io9 назвал этот плакат «достойным», среди всех, поскольку он напоминает современный день. Он также сказал, что «особенно удивляет крошечный зелёный огонёк, отражающийся в глазах Ванды». После выхода эпизода Marvel анонсировала товары, вдохновлённые этим эпизодом, в рамках еженедельной акции «Marvel Must Haves» для каждого эпизода сериала, ориентированной на Монику Рэмбо и «М.Е.Ч.», включая одежду, аксессуары и фигурку Funko Моники. Позже было объявлено о дополнительных товарах «Marvel Must Haves», ориентированных на продвижение «Это всё время была Агата», включая одежду, посуду и аксессуары.

## Релиз
Эпизод «Ломая четвёртую стену» был выпущен на «Disney+» 19 февраля 2021 года. После выхода эпизода в полночь по UTC−8 «Disney+» испытывала технические трудности в Соединённых Штатах, Канаде и Великобритании в течение примерно 10 минут, учитывая приток зрителей, пытающихся посмотреть эпизод в момент выхода.

## Отзывы
Агрегатор рецензий «Rotten Tomatoes» присвоил эпизоду 85 % рейтинга со средним баллом 7,77/10 на основе 20 отзывов. Консенсус критиков на сайте гласит: «„Ломая четвёртую стену“ пропускает Ванду, Вижна и команду через эмоциональный отжим, выжимая огромное количество экспозиции в безумном рывке к финишной черте сезона».
Рози Найт из «Den of Geek» дала эпизоду 5 из 5 звёзд. Найт понравился эпизод между Деннингс и Беттани, когда Деннингс «привносит грубый юмор», а Беттани «хороший откровенный человек». Она также похвалила Паррис как героя «Ванда/Вижн» за «её игру, наполненную тонкостью, душевностью и многогранностью». Говоря о выступлении Хан, Найт сказала, что она «наслаждается раскрытием того», что Агнес — это Агата Харкнесс, «уверенно играя злодейку». Мэтт Пёрслоу из «IGN» сказал, что сначала посчитал простым этот эпизод, филлерным эпизодом сериала, но это было «затишье перед бурей, поскольку седьмой эпизод делает крутой поворот в истории перед самыми титрами, и делает это со вкусом». Говоря о раскрытии Агнес в роли Агаты Харкнесс, Перслоу сказал, что музыкальная тема была «великолепной демонстрацией большого актёрского таланта Кэтрин Хан, с замечательным злым выражением лица и идеальным ведьминским хохотом», и надеется, что Хан будет ярче показана в последних двух эпизодах сериала, говоря об обратном: «это будет разочарование после долгого предвкушения её в центральной роли». Кроме того, он назвал демонстрацию общения Моники с военнослужащими «особенно неспецифичным», а эпизод описал: «это скорее перемещение всех фигур в нужные позиции к финалу, чем что-то масштабное». Перслоу дал эпизоду 7 баллов из 10.
Стивен Робинсон из «The A.V. Club» похвалил «мастерскую игру» Хан, которая избежала «клише: друг, и он же, ставший злодеем, ощущается двумя разными персонажами». Робинсон полагает, что Моника, проходящая через Гекс, была «триумфальным моментом среди скучного эпизода», и назвал сцены с Виженом и Дарси «приятными», надеясь, что эта новая версия Вижна, показанная в сериале, выживет. Он поставил эпизоду «B». Чанселлор Агард из «Entertainment Weekly» сказал, что эпизод «бросил вызов и оправдал ожидания» и был в «трепете» от эпизода с Моникой, рвущейся через Гекс, назвав его «странным, ослепительным и вдохновляющим моментом». Агарду понравилось, как Роберт Лопес и Кристен Андерсон-Лопес смогли «по-разному напрячь свои гениальные музыкальные мозги» как над заглавной темой ситкома, так и с музыкальным номером Агаты, и похвалил игру Хан в номере и на протяжении всего эпизода.
Абрахам Рисман из «Vulture» дал эпизоду 3 из 5 звёзд, заявив, что «Ломая четвёртую стену» был «лучше, чем первые пять [эпизодов]», добавив, что «сюжет был захватывающим, по большей части, моменты странности и жуткости были на том же уровне, были умелые отсылки к ситкомам, а также не одна, а две музыкальные темы». Рисман полагает, что сериал не представляет ничего «смело оригинального», и указал на то, как раскрытие Агаты Харкнесс по-разному повлияет на зрителей, которые были или не были знакомы с комиксами, тем более что это наблюдалось ещё до премьеры шоу. В заключение он назвал это раскрытие «значительно плоским, как для сюжетного поворота». Рецензируя эпизод для «Rolling Stone», Алан Сепинволл утверждает, что если бы сериал был с «простым повествованием» в последних двух эпизодах, он не обратил бы внимания на игру Олсен, Беттани и Хан в реалиях ситкома, но полагает, что «может быть, и к лучшему, что сериал делает акцент только на более крупных элементах сюжета на всем своём пути, а не пытаться жонглировать таким количеством идей сразу». Говоря об этом, Сепинволл отметил, что тема песни для шоу «Agatha All Along» была «ужас, как правильной» для такого количества отсылок к ситкомам.
Игра Элизабет Олсен в эпизоде, сравнимая с игрой Джули Боуэн (Клэр Данфи) из «Американской семейки», получила широкую похвалу от критиков, хотя Пёрслоу сказал, что порой чувствовал надломленность, которая становится нехарактерна для Ванды. Робинсон не согласился с этим, отметив, во всех моментах сериала, где Олсен подражала комедийным актрисам прошлого, в глубине души персонажа все равно всегда оставалась Вандой.

## Комментарии
1. ↑  В саундтреке к «Ломая четвёртую стену» эта композиция названа «Agatha All Along»[31], в то время как в титрах она названа «It Was ______ All Along»[19]:34:28[30]